# Pontella savignyi
Pontella savignyi is een eenoogkreeftjessoort uit de familie van de Pontellidae. De wetenschappelijke naam van de soort werd in 1828 voor het eerst geldig gepubliceerd door Henri Milne-Edwards.